# Операция «Святой Януарий»
«Операция „Святой Януарий“» (итал. Operazione San Gennaro) — криминальная комедия.

## Сюжет
Банда американских воров в составе Джека, Мэгги и Фрэнка прибывает в Неаполь. Их цель — сокровища, которыми изобилует рака небесного покровителя Неаполя — святого Януария. Американцы обращаются к опытному вору дону Винченцо (Тото), который сейчас сидит в тюрьме. Он перенаправляет их к своему ученику Дуду. Дуду соглашается на кощунство, мечтая истратить деньги на благое дело. Но благодаря местной специфике события разворачиваются удивительным образом: не иначе как вмешался сам святой Януарий.

## В ролях
| Актёр          | Роль                                   |
| -------------- | -------------------------------------- |
| Нино Манфреди  | Дуду ( дубляж Евгений Весник)          |
| Тото           | дон Винченцо                           |
| Сента Бергер   | Мэгги ( дубляж Наталья Фатеева)        |
| Марио Адорф    | Шашилло ( дубляж Юрий Саранцев)        |
| Клодин Оже     | Кончеттина ( дубляж Мария Виноградова) |
| Гарри Гуардино | Джек (дубляж Феликс Яворский)          |
| Ральф Вольтер  | Фрэнк                                  |

## Призы и награды
- 5-й Московский международный кинофестиваль (1967) — Серебряный приз.[1]

## Факты
- Сокровищница святого Януария подвергалась разграблению только в фильме. На самом деле сокровищница ни разу не была ограблена и считается многими искусствоведами крупнейшим в мире собранием драгоценностей[2].
- Воры грабят сокровищницу во время Конкурса неаполитанской песни, который смотрит весь город. В это время за кадром звучит Пеппино ди Капри Ce vo' tiempo, а затем песня Ma pecché в исполнении Ивы Дзаникки[3].

На следующий год после выхода киноленты был выпущен сиквел — «Операция „Святой Петр“» (1967).